# Život kolem nás (Velká řada)
Život kolem nás (Velká řada)  (Das Leben um uns herum (Große Reihe)) ist eine tschechoslowakische Buchreihe. Sie erschien von 1960 bis 1970 im Verlag Československý spisovatel (Tschechoslowakischer Schriftsteller) in Prag. Ihr Umfang beträgt 73 Bände. 

## Kurzeinführung
In der Reihe haben tschechische und slowakische Autoren veröffentlicht. Einige Autoren sind in der Ausgabe mit mehr als einem Titel vertreten. Die grafische Gestaltung wurde von Zdenek Seydl vorgenommen. Einige Neuauflagen derselben Titel tragen dieselbe laufende Nummer. Neben der Großen Reihe gab es auch eine Kleine Reihe (Malá řada), die von 1963 bis 1970 erschien. Die folgende Übersicht erhebt keinen Anspruch auf Aktualität oder Vollständigkeit:

## Bände
- 1 Zelené obzory, Jan Procházka, 1960
- 2 Mezi třemi hranicemi, Ivan Klíma, 1960
- 3 Celý den do konce týdne, Vladimír Přibský, 1960
- 4 Začátek je v Jáchymově, Dušan Hamšík, 1960
- 5 Marie, Alexandr Kliment, 1960
- 6 Život na třetí, Luděk Šnepp, 1960
- 7 Moje velká víra, Valja Stýblová, 1960
- 8 Obžalovaný, Lenka Hašková, 1960
- 9 Česká země - matka chleba, Jan Kopecký, 1960
- 10 Zapadlý kout, Vladimír Mináč, 1960
- 11 Závěj, Jan Procházka, 1961
- 12 Horký dech, Jan Kozák, 1961
- 13 Oheň chce dobré dřevo, Ivan Kříž, 1961
- 14 Procesí k Panence, Miloslav Stehlík, 1961
- 15 Nylonový měsíc, Jaroslava Blažková, 1961
- 16 Novinářská patálie, Marie Kubátová, 1961
- 17 Ševcovská polka a jiné radosti, Marie Majerová, 1961
- 18 Dnes v tomto měsíci a roce, Vladimír Klevis, 1961
- 19 Zelený svět, Milan Hendrych, 1962
- 20 Pršelo jim štěstí, Jan Trefulka, 1962
- 21 Chodníky z bláta, Jaroslav Šťastný, 1962
- 22 Lucinka, Ivan Kubíček, 1962
- 23 Dlouhá cesta, Roman Kaliský, 1962
- 24 Město žije zítra, Magda Matuštíková, 1962
- 25 Nikdy nejsi sama, Vladimír Mináč, 1962
- 26 Sedmkrát na stupni, Luděk Šnepp, 1962
- 27 Bezděčné kresby, Milan Smolík, 1962
- 28 Králíci ve vysoké trávě, Ota Hofman, 1962
- 29 Sedm dní, Mojmír Klánský, 1963
- 30 Jana, Miroslav Hanuš, 1963
- 31 Rušný dům, Ludvík Vaculík, 1963
- 32 První den mého syna, Ivan Kříž, 1963
- 33 Kde končí prašné cesty, Ladislav Mňačko, 1963
- 34 Anděl na kolečkách, Miroslav Holub, 1963
- 35 Dopis Kláře, Valja Stýblová, 1963
- 36 Situace, Jan Beneš, 1963
- 37 Bezvadný den, Ivan Klíma, 1964
- 38 Dialog s doktorem Dongem, Josef Nesvadba, 1964
- 39 Hrdinství je povinné, Jana Černá, 1964
- 40 Opožděné reportáže, Ladislav Mňačko, 1964
- 41 Třínohý kůň, Bohumíra Peychlová, 1964
- 42 Čtvrté, páté ráno, Olga Bojarová, 1964
- 43 Příběh z lékárny, Zdenka Redlová, 1964
- 44 Pasáž Luna, Svatopluk Pekárek, 1964
- 45 Mizerné probuzení, Zdeněk Pochop, 1964
- 46 Hrách na stěnu, Milan Uhde, 1964
- 47 Střepiny v trávě, Vladimír Körner, 1964
- 48 Naďa, Anton Hykisch, 1964
- 49 Mořeplavba, Hana Prošková, 1964
- 50 Obžalovaný, vstaňte!, Roman Kaliský, 1964
- 51 Černý Petr, Jaroslav Papoušek, 1965
- 52 Neděle s Bardotovou, Jiří Hubač, 1965
- 53 Spokojení lidé, Milena Hübschmannová, 1965
- 54 Bílé břízy na podzim, Arnošt Lustig, 1966
- 55 Bubáci pro všední den, Karel Michal, 1966
- 56 Noc k zahození, Svatopluk Pekárek, 1966
- 57 Nechte maličkých přijíti..., Helena Klímová, 1966
- 58 Americký rok, Irena Dubská, 1968
- 59 Silvestr v šesti, Ota Šafránek, 1966
- 60 Smrt má ráda poezii, Jan Klíma, 1966
- 61 Zpěváci bez konzervatoře, Jiří Černý, 1966
- 62 Člověk a jeho volný čas, Radoslav Selucký, 1966
- 63.  Na západ od Londýna, Evžen Menert, 1967
- 64 Náměstí v Mähringu, Anton Hykisch, 1967
- 65 Stop Roma, Alena Bernášková, 1967
- 66  Experiment s nevěrou, Marie Prušáková, 1967
- 67 Minuta na cestě, Věra Stiborová, 1968
- 68 Na obou březích vesmíru, Karel Pacner, 1968
- 69 Evergreen aneb Jedinečné třeštění, Ota Šafránek, 1968
- 70 Putování bez fraku, Eda Kriseová, 1968
- 71 Zlá zima, Milan Hendrych, 1969
- 72 Cesta na planetu Mikymauz, Ota Hofman, 1969
- 73 Disproporce, Jan Beneš, 1969